# Batallón Comando y Apoyo Logístico
El Batallón Comando y Apoyo Logístico (BICO) es un comando de segunda clase de la Infantería de Marina de la Armada Argentina.

## Historia

### Origen
Fue creado el 27 de diciembre de 1947 como Batallón Comando y Servicios.

### Terrorismo de Estado
A partir de 1975, el BICO dependió de la Fuerza de Tareas 9, creada para el terrorismo de Estado. Entre 1976 y 1977, aportó personal en comisión a la Fuerza de Tareas 5.

### Guerra de las Malvinas
El Batallón Comando fue integrante de la Fuerza de Desembarco de la Operación Rosario que desembarcó en las islas Malvinas y tomó la capital Stanley.